# Ashgill
Ashgill es una localidad situada en South Lanarkshire, Escocia (Reino Unido). Tiene una población estimada, a mediados de 2020, de 1370 habitantes.
Está ubicada en la zona centro-sur de Escocia, al sureste de Glasgow y al suroeste de Edimburgo.